# Balogh István (tanácsos)
Géresi Balogh István (1813. október 23. – Budapest, 1887. szeptember 4.) királyi tanácsos.

## Élete
A pesti Landesgerichtnél hivataloskodott mint tanácsos az 1850-es években és az 1860-as évek elején; aztán nyugalomba vonult és a fővárosban élt.

## Munkái
- Utmutatás a telek és betáblázási könyvek megalapítása és gyakorlati vezetésére. Pest, 1852. (Magyar és német szöveg. Ism. P. Napló 1885. I. 100. sz.)
- A nemesi fekvőbirtoknak miként telekkönyvezését meghatározó 1853. ápr. 18. kelt l. f. nyiltparancs ismertetése. Buda. 1853. (Ism. P. Napló 1855. I. 101. sz.)
- Tájékozás korunk legégetőbb szüksége, a hitel, illetőleg a hiteltelekkönyvnek a megyei alkotm. élettel összeillő egyszerűsítése felett. Pest, 1861.